# بویس-بللت (دهانه)
بویس-بللت یک دهانه برخوردی در ماه است.

## دهانه‌های اقماری
این دهانه ۴ دهانه اقماری دارد.
| Buys-Ballot | عرض جغرافیایی | طول جغرافیایی | قطر          |
| ----------- | ------------- | ------------- | ------------ |
| Q           | ۱۹٫۵° N       | ۱۷۲٫۷° E      | ۵۸٫۰ کیلومتر |
| H           | ۱۹٫۴° N       | ۱۷۹٫۵° E      | ۲۲٫۰ کیلومتر |
| Z           | ۲۲٫۵° N       | ۱۷۴٫۵° E      | ۵۸٫۰ کیلومتر |
| Y           | ۲۲٫۹° N       | ۱۷۴٫۰° E      | ۳۱٫۰ کیلومتر |